# António Filipe
António Filipe Norinho de Carvalho (Foz do Sousa, 14 aprile 1985) è un calciatore portoghese, portiere dell'Académica.

## Carriera
Nel 2012 ha esordito nel massimo campionato portoghese mentre vestiva la maglia del Paços de Ferreira.